# Barchfeld
Barchfeld ist ein Ortsteil der Gemeinde Barchfeld-Immelborn im Wartburgkreis in Thüringen und Sitz der Gemeindeverwaltung.

## Geografie
Der Ort liegt im Südwesten von Thüringen im Tal der Werra zwischen Thüringer Wald und Rhön. In Barchfeld mündet die Schweina in die Werra.
Nachbarorte sind Immelborn im Westen, Bad Salzungen im Nordwesten und sein Stadtteil Witzelroda im Norden, die Stadt Bad Liebenstein und deren Stadtteil Schweina im Nordosten sowie Breitungen/Werra (Landkreis Schmalkalden-Meiningen) im Süden.

## Geschichte
Älteste Belege für die Besiedlung der Barchfelder Flur stammen aus der Bronzezeit. Bei Arbeiten in einer Kiesgrube am Linsenkopf wurden zerscherbte Urnen und Grabbeigaben freigelegt, eine bronzene Spange wurde dem damaligen Pfarrer geschenkt, weitere Funde gelangten in das Ortsmuseum von Bad Liebenstein. Mit der Ausdehnung der fränkischen Herrschaft unter Karl dem Großen auf sächsisch-thüringisches Stammesgebiet kamen auch die ersten christlichen Missionare ins Werratal. Im Anschluss an die Errichtung des Bistums Erfurt und des Klosters Fulda durch den angelsächsischen, päpstlich autorisierten Bischof Winfrid, besser bekannt als Bonifatius, begann im 8. Jahrhundert die ununterbrochene Arbeit der Kirche. Barchfeld erhielt zunächst eine kleine Holzkirche, der mehrere Nachfolgebauten folgten, sie waren wahrscheinlich der Jungfrau Maria geweiht.

### Hochmittelalter
Der heutige Ort Barchfeld entstand am rechten Werraufer und lag im Schutz einer Niederungsburg, die sich in der Talaue der Werra befand und deren Hauptaufgabe der Schutz des östlich benachbarten Königsgutes Königsbreitungen war. Dessen Besitzungen wurden um 1250 auf das Prämonstratenser-Doppelkloster Herrenbreitungen und Frauenbreitungen übertragen.

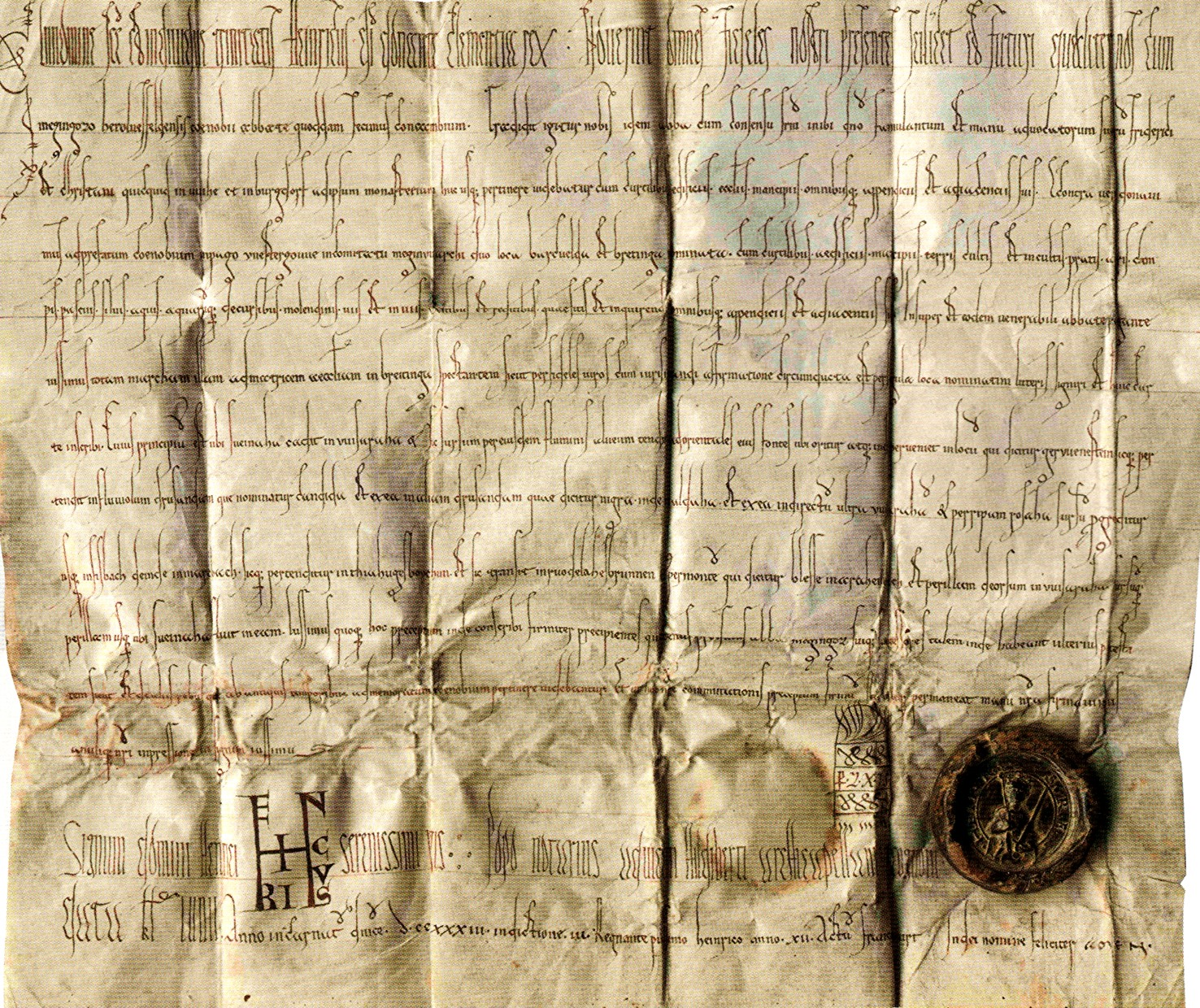
Die Ersterwähnungsurkunde aus dem Jahr 933: Tauschvertrag der Orte Breitungen, ... und Barchfeld gegen die Dörfer Wiehe und Burgdorf an der Unstrut

Um 915 wurde die königliche Pfalz Breitungen durch die Ungarn bei ihren Einfällen in das Frankenreich zerstört.
Im Jahr 933 wurden Barchfeld und Breitungen das erste Mal urkundlich in der sogenannten Königsurkunde Heinrich I. als „Barcuelda“ und „Bretinga“ erwähnt. Das in der königlichen Kanzlei vervielfältigte Schriftstück beschreibt die Grenzen der Mark Breitungen, die an einer wichtigen Werra-Furt lag und ein Gebiet von etwa 280 Quadratkilometern umfasste.

### Alt-Barchfeld
Die ursprüngliche Siedlung Barchfeld lag, nach Auswertung von Archivalien (Katasterkarte von 1772), im Bereich des späteren Schlossparks und um die Barchfelder Kirche. Ein Großbrand im Jahre 1749 zerstörte weite Teile dieses Ortes einschließlich der Kirche und des Pfarrhauses. Der ursprüngliche Ort war von einer Befestigung aus Wall, Zäunen und Gräben umgeben und besaß zwei Tore – das Schenkentor befand sich neben dem Gasthaus „Zur Sonne“, durch das Fischertor gelangte man zur Nürnberger Straße, der alten Heerstraße im Werratal. Im Ort gab es ein Brauhaus, die Dorfschule und zwei Freihöfe. Die durch Lehnsverträge an den Grundherren belegbaren Bauernhöfe waren Hopfen Gut, Witzels Gut, Perlets Gut, Hünisches Gut, Schmidts Gut, Stockhauser Gut, Vintzen Gut, Heringer Gut und Langen Gut. Auch außerhalb der Ortslage befanden sich Höfe und Mühlen: Das bereits 1330 erwähnte Gehöft Grimmelbach und der am Scherfstedter Berg gelegene Scherfstedter Hof existierten bis in das 16. Jahrhundert, die Fluren der beiden Wüstungen wurden später aufgeteilt. Am Werraufer befand sich zeitweise ein Fährhaus, in der Nähe des Ortes lagen die beiden Schneidhöfe – vermutlich als Sägemühlen genutzt.

### Spätmittelalter
Kaum fünf Kilometer westlich von Barchfeld befand sich auf einem steil zur Werra abfallenden Bergsporn die Burg Frankenstein, Stammsitz der Dynasten von Frankenstein, die auch als Schutzvögte der angrenzenden Klöster in Erscheinung traten. Die Versuche der Frankensteiner, sich gegen die stärksten Mächte in der Region – das Kloster Fulda und die Thüringer Landgrafen – durchzusetzen, führten zu ihrem Niedergang. 1265 wurde die Burg Frankenstein von Abt Bertho II. von Fulda belagert und teilweise zerstört. 1295 gelang dies ebenfalls König Adolf, wobei die Burg wohl erneut schwer beschädigt wurde. Als unmittelbare Folge gewann die Barchfelder Burg weiter an Bedeutung und wurde ausgebaut. Die durch die Kämpfe finanziell ruinierten Frankensteiner veräußerten 1330 den Großteil ihrer Besitzungen an ihre Vettern, die Grafen von Henneberg.
Im Umfeld der Frankensteiner war das dem Dienstadel zugehörige Geschlecht der Herren von Stein-Liebenstein zu Barchfeld als Burgmannen der Barchfelder Wasserburg tätig. Spätestens ab 1318 und bis 1387 erhielten die Herren von Stein Burg und Ort Barchfeld als Lehen der Henneberger und wurden zunächst alleinige Gerichtsherren von Barchfeld. Die 1350 erfolgte Verpfändung an das Kloster Fulda war nur von kurzer Dauer, denn das Kloster lag zu dieser Zeit in Fehde mit den Landgrafen von Hessen: mit Unterstützung der Landgrafen von Thüringen wurden viele der Klosterbesitzungen militärisch erobert, darunter auch der Splitterbesitz in Barchfeld. Den Burgmannen von Stein gelang es rechtzeitig, die Fronten zu wechseln und behielten deshalb das Burggut.

### Hennebergisch-hessische Doppelherrschaft

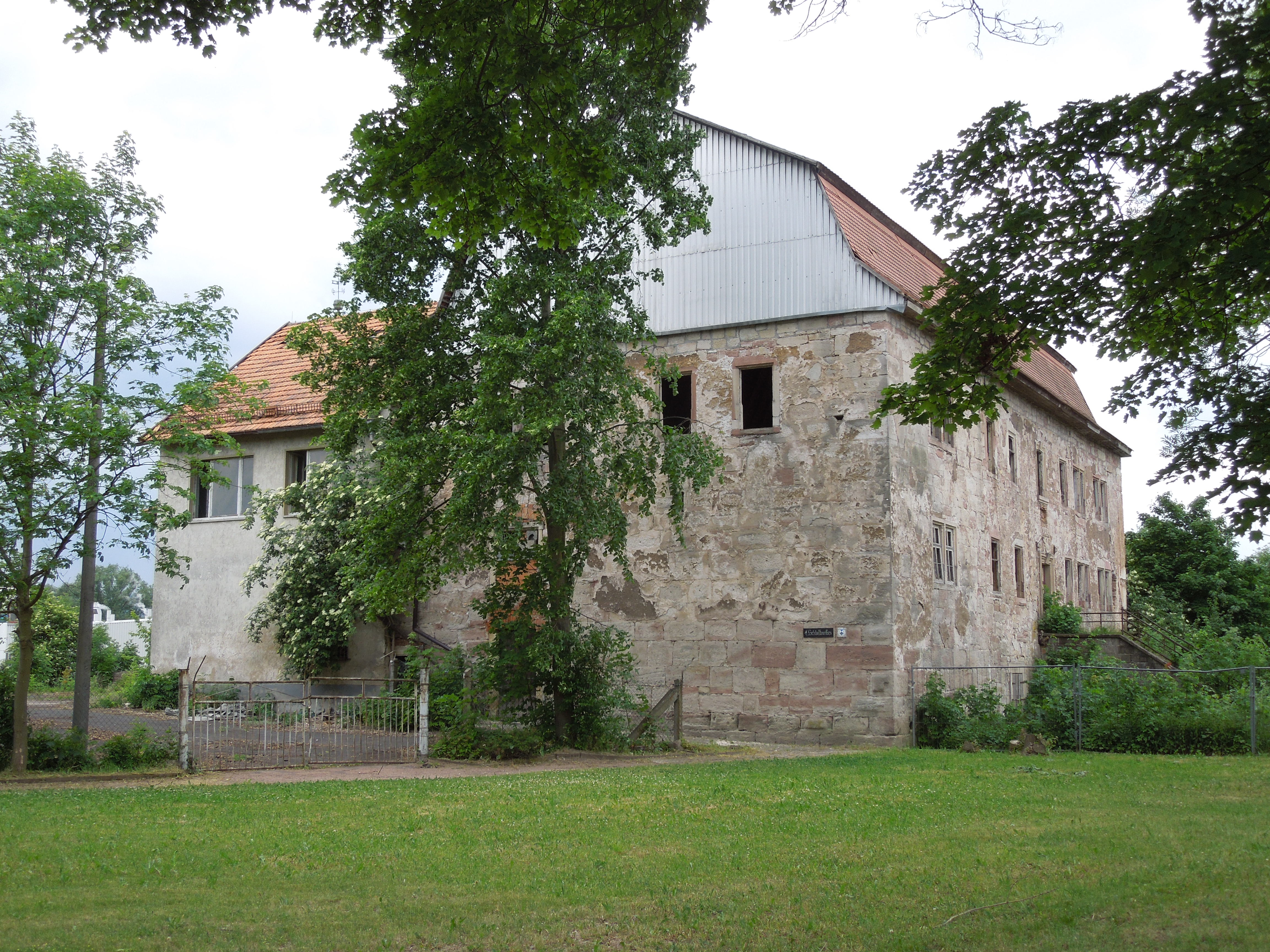
Steinsches Schloss (Mai 2012)

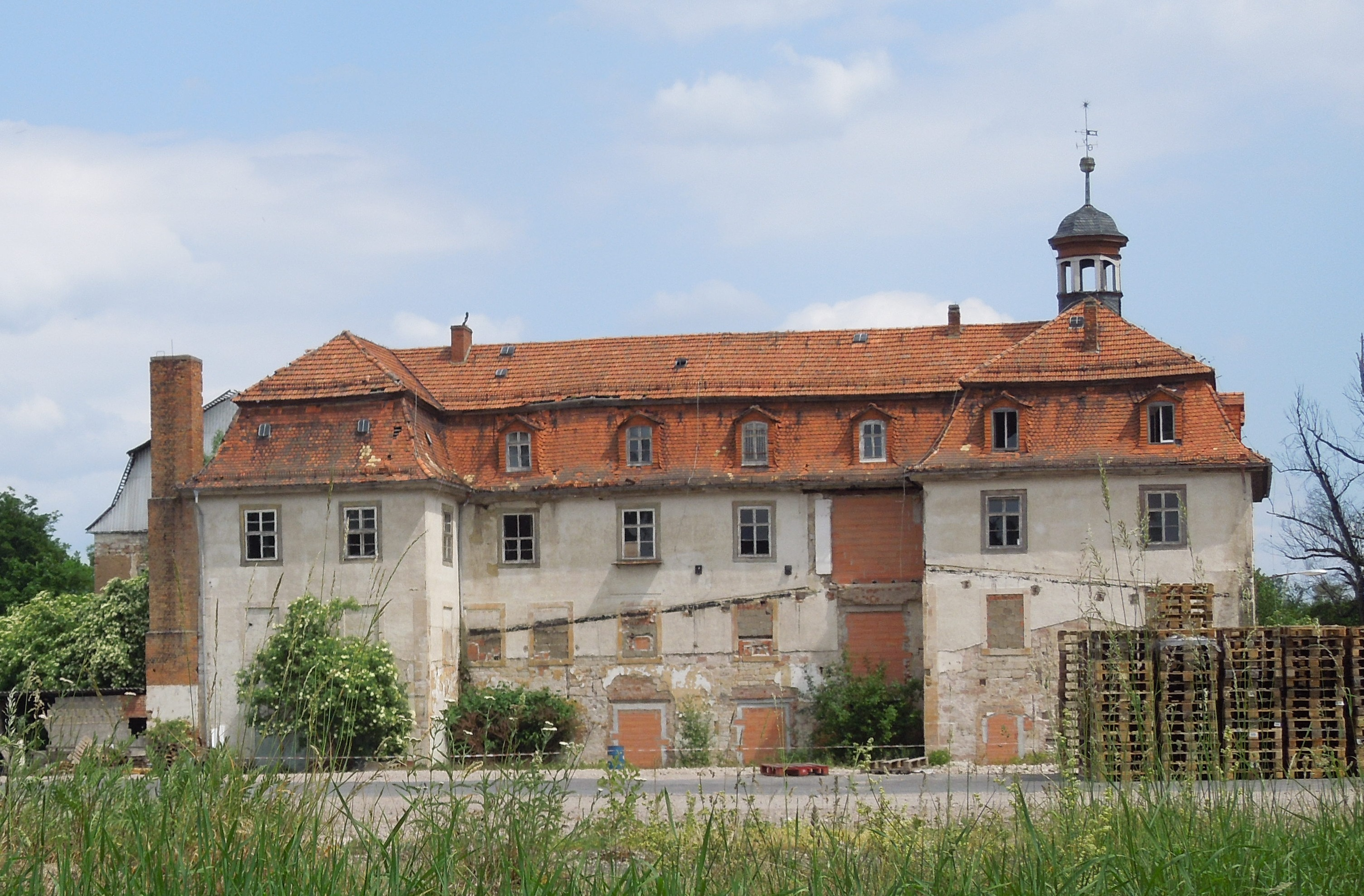
Schloss Wilhelmsburg (Mai 2012)

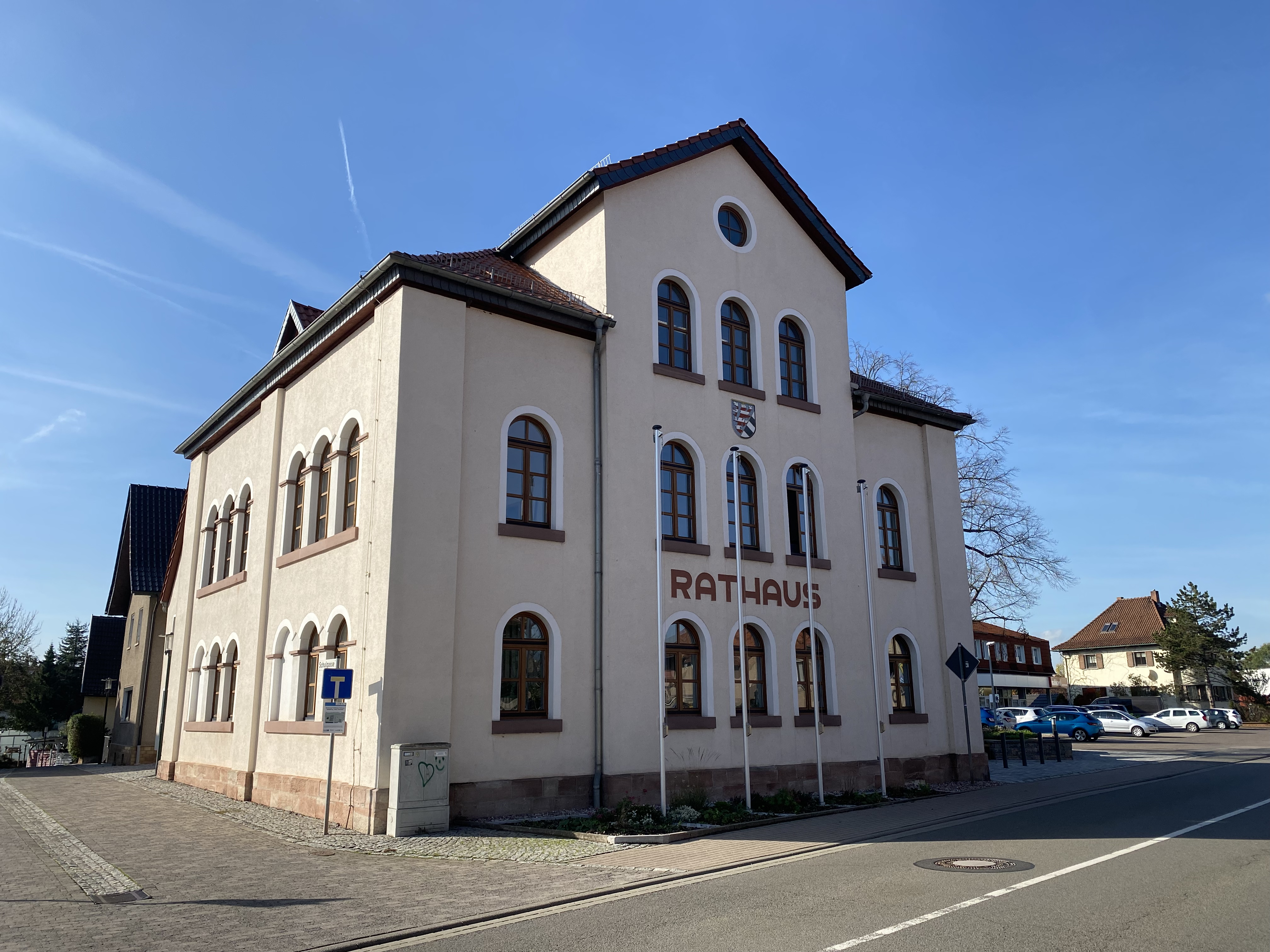
Rathaus

Als Teil der Herrschaft Schmalkalden gehörte Barchfeld ab 1360 teilweise, ab 1583 vollständig, zur Landgrafschaft Hessen. Im Jahr 1387 verkauften die in finanzielle Schwierigkeiten geratenen Wetzel von Stein der Ältere und sein Sohn Wetzel der Jüngere drei Viertel ihres Besitzes in Barchfeld an den Landgrafen Hermann von Hessen. Ein Burgfrieden wurde mit den Hennebergern geschlossen, auch um die Verwaltung des nun unter geteilter Herrschaft stehenden Ortes Barchfeld zu regeln. Als Folge der hessischen Teil-Übernahme mussten die Herren vom Stein Teile ihrer Burg an hessische Burgmannen (von Buchenau, von Herda) übergeben. Durch Heirat und Erbschaft gelangte 1527 der landgräflich hessische Hofrichter Ludwig von Boyneburg zu Gerstungen in den Besitz der Herren von Herda. An Stelle der bereits sehr verfallenen Wasserburg wurden in der Folge zwei Schlösser errichtet. Die Herren von Stein-Liebenstein zu Barchfeld ließen 1571 bis 1581 das Steinsche Schloss im Stil der Renaissance errichten; es befand sich unmittelbar neben dem einstigen Burggraben. Die Boyneburger hatten zu diesem Zeitpunkt bereits ihre Schlösser in Stadtlengsfeld und Weilar fertiggestellt und versahen dort die nötigen Amtsgeschäfte; in Barchfeld diente ihnen lediglich noch ein Gutshof als Amtssitz.
Offenbar in dieser Zeit entstand eine erste hölzerne Werrabrücke, deren Bestand aber aufgrund von Hochwasser und Eisgang nur von kurzer Dauer war. Erst 1738 wurde ein Neubau der Werrabrücke in Auftrag gegeben.
Die jüdische Gemeinde Barchfeld entstand im 16. Jahrhundert und bildete ein Zentrum jüdischen Lebens in der Region. Die Reformation wurde im 16. Jahrhundert eingeführt. Während des Dreißigjährigen Krieges hatte die Bevölkerung des durch Erbgang zu Hessen-Darmstadt gehörenden Gebiets von Barchfeld besonders 1634 und 1635 unter Übergriffen beider Kriegsparteien zu leiden. Als Folge der Pest und anderer eingeschleppter Krankheiten überlebten nur sechs Familien im Dorf. 1640 bemerkte der Schreiber der Kirchenchronik, dass viele der Überlebenden sich in die Fremde begeben hatten.
1721 wurde Barchfeld Sitz der paragierten Landgrafen von Hessen-Philippsthal-Barchfeld, einem 1721 aus der Nebenlinie Hessen-Philippsthal hervorgegangenen Zweig der hessischen Landesfürsten, die das Schloss Wilhelmsburg zwischen 1690 und 1732, direkt an das Steinsche Schloss angrenzend, als ein im Grundriss dreiflügeliges Barockschloss errichteten. Hessen-Philippsthal-Barchfeld ist eine der beiden noch bestehenden Linien des einstigen hessischen Fürstenhauses.
Ein von einem Glockengießer verursachter Großbrand im September 1753 zerstörte fast alle Höfe und Gebäude des Ortes einschließlich der Kirche und des Pfarrhauses. Die Kirche wurde innerhalb von drei Jahren im Stil des Spätbarocks wieder aufgebaut. Die evangelisch-lutherische Gemeinde änderte später ihren Namen in evangelische Gemeinde.

### Schulen
Bereits um 1600 erhielt Barchfeld eine erste Schule. Erster Lehrer war der Gerichtsschreiber Johann Weiß. Im 18. Jahrhundert wurden bis zu 120 Schüler in einer Elementarschule unterrichtet. Die Besoldung der Lehrer erfolgte nach dem Großbrand auch in Naturalien, für das Jahr 1771 standen dem Schulmeister 191 Brote als Schulgeld zu. Im 19. Jahrhundert erhielt der Ort musikalisch begabte Lehrer zugeteilt, die auch das Orgelspiel beherrschten und dem Gesangsverein vorstanden. Der Lehrer Xylander betätigte sich auch als Komponist und gründete den Barchfelder Musikverein. 1849 wurde das neue Schulgebäude mit drei Sälen und zwei Wohnungen eingeweiht – heute ist es das Rathaus der Gemeinde. Mit der wachsenden Einwohnerzahl wurde 1891 ein weiteres Schulgebäude (Alte Schule) benötigt, die Lehrerzahl erhöhte sich 1893 auf fünf. Die heutige Heinrich-Heine-Schule – eine staatliche Regelschule – wurde 1912 eingeweiht und hatte in diesem Jahr 521 Schüler. Nach der Schulzeit benötigten viele Jugendliche eine kaufmännische oder technisch orientierte Berufsschulausbildung. 1927 weihte die Gemeinde die erste hauswirtschaftliche Berufsschule im Kreis Herrschaft Schmalkalden ein. Nach dem Zweiten Weltkrieg vergrößerte sich die Gemeinde Barchfeld durch den Zuzug von Umsiedlern und Heimatvertriebenen. Erneut mussten die Schulgebäude erweitert werden und im NAW-Einsatz wurde eine Schulsporthalle erbaut. Die relativ modernen Unterrichtsräume wurden auch durch die Schüler der Nachbarorte Immelborn und Moorgrund genutzt. In den 1960er Jahren wurde ein provisorischer Schulhort eingeführt, um die berufstätigen Mütter zu entlasten. Am Ort der ehemaligen Gastwirtschaft Klosterbräu war in der DDR-Zeit eine Landwirtschaftsschule eröffnet worden, die man später als Ausweichquartier für Hort und Unterrichtskabinette umbaute. Das nach der Generalsanierung im Jahr 2000 wiedereröffnete Gebäude wird jetzt als Grundschule genutzt. Im Schuljahr 2000/2001 wurden in der Staatlichen Regelschule Barchfeld 440 Schüler in 24 Klassen von 30 Lehrern unterrichtet.

### Wiederaufbau und Industrialisierung
In der Zeit des Wiederaufbaus nach dem Großbrand brach der Siebenjährige Krieg aus und hemmte die wirtschaftliche Entwicklung des Ortes.
Mit dem Bau der steinernen Werrabrücke 1739 war das Verkehrsaufkommen um Barchfeld enorm gestiegen. Fremde Fuhrleute benötigten Vorspanndienste und Proviant, daher erhielt auch die Barchfelder Bevölkerung Arbeit und Verdienstmöglichkeiten. Im ersten Drittel des 19. Jahrhunderts erfolgte der schrittweise Ausbau der Landstraßen als gepflasterte Chausseen: 1828 wurde die Nürnberger Straße in mehreren Baulosen von Eisenach bis Meiningen ausgebaut, 1836 bis 1837 wurde die Chaussee von Immelborn nach Bad Salzungen erbaut, 1845 erfolgte der Lückenschluss zur Straße nach Schweina, 1858 wurde die neu projektierte Liebensteiner Straße erbaut. 1865 wurden alle Chausseen und Überlandstraßen in Staatsbesitz übernommen und damit das Chausseegeld als Nutzungsabgabe abgeschafft. Innerorts wurden Brücken und Stege errichtet, Wassergräben und Hintergassen mit Schotter befestigt. Das Großprojekt der Straßenpflasterung und Kanalisation wurde in Barchfeld erst in den 1920er Jahren als Notstandsarbeit bewältigt. Der Ausbau des Schienennetzes von Salzungen nach Breitungen und Meiningen erfolgte über Immelborn. Um das auch durch Bergbau bedeutsame Gebiet um Schweina und Steinbach zu erschließen, wurde die Bahnlinie Immelborn-Barchfeld-Liebenstein-Schweina in dreijähriger Bauzeit errichtet und 1889 eingeweiht.
Die Versuche des Prinzen Ernst von Hessen-Philippstal im 19. Jahrhundert, eine Tabakfabrik anzusiedeln, blieben ohne Erfolg. Die industrielle Entwicklung setzte gegen Ende des 19. Jahrhunderts ein, Anfang des 20. Jahrhunderts entwickelte sich Barchfeld durch die Geschäftsidee von Eduard Reum zu einem Zentrum der Fahrradzubehörfertigung. Zum größten Arbeitgeber entwickelte sich nach 1917 das Pallas-Werk.
Im Ersten Weltkrieg mussten 101 Einwohner von Barchfeld und im Zweiten Weltkrieg mehr als 230 Einwohner betrauert werden, an sie erinnert ein Gefallenendenkmal im Ort.
1944 wurde Barchfeld von der NS-Regierung in den Regierungsbezirk Erfurt eingegliedert und der Verwaltung des Reichsstatthalters für Thüringen in Weimar unterstellt.
Bei den Luftkämpfen über Thüringen wurde im Oktober 1944 eine US-amerikanische Boeing B-17 „Flying Fortress“ in etwa 7000 m Höhe abgeschossen. Der neun Mann starken Besatzung gelang bereits über dem Eichsfeld der Ausstieg aus der Maschine, die nun ohne Piloten bis nach Barchfeld gelangte und dort auf den Wiesen am Werraufer niederging. Das Flugzeugwrack wurde umgehend zerlegt und vermutlich nach Dessau in die dortige Flugzeugwerft überstellt.

### 20. und 21. Jahrhundert
1994 bildeten Barchfeld und die westlich gelegene Nachbargemeinde Immelborn (mit den Ortsteilen Übelroda, Ettmarshausen und Hauenhof) die Verwaltungsgemeinschaft Barchfeld. Am 3. November 2011 unterzeichneten die Bürgermeister der Gemeinden Immelborn und Barchfeld einen Vertrag über die Eingliederung Immelborns nach Barchfeld und die Bildung der Gemeinde Barchfeld-Immelborn im Jahr 2012.
Am 31. Dezember 2012 schlossen sich die Gemeinden Barchfeld und Immelborn zur neuen Gemeinde Barchfeld-Immelborn zusammen. Zugleich wurde die Verwaltungsgemeinschaft Barchfeld aufgelöst.

### Einwohnerentwicklung
Im Jahr 1955 lebten im Ort 3969 Einwohner.
Entwicklung der Einwohnerzahl der ehemaligen Gemeinde (31. Dezember):
| - 1994: 3755 - 1995: 3679 - 1996: 3668 - 1997: 3625 - 1998: 3626 - 1999: 3592 - 2000: 3597 | - 2001: 3573 - 2002: 3509 - 2003: 3453 - 2004: 3431 - 2005: 3379 - 2006: 3347 - 2007: 3334 | - 2008: 3286 - 2009: 3244 - 2010: 3192 - 2011: 3144 |

Datenquelle: Thüringer Landesamt für Statistik

## Bürgermeister
Die Gemeinde Barchfeld-Immelborn würdigt die ehemaligen Bürgermeister der Gemeinde Barchfeld mit einer Bildergalerie im Rathaus:
- Heinrich Adam Blum 1878–92
- Ernst Rommel 1912–32
- Karl Schmidt 1932–33
- Kurt Eberlein 1933–41
- Karl Reum 1941–45
- Heinrich Schmidt 1945–46
- Heinrich Hoffmann 1946–50
- Heinrich Baur 1950–52
- Helene Scholz 1952–53
- Karl Klinzing 1953–60
- Heinz Kunze 1960–64
- Hans Klinzing 1964–65
- Heinz Schmidt 1965–67
- Karl Klinzing 1967–76
- Hasso Schmidt 1976–81
- Werner Bergemann 1981–83
- Wolfgang Stein 1983–90
- Manfred Seidler 1990–92
- Bernd Kranz 1992–98
- Franz Römhild 1996–2010
- Ralph Groß 2010–12

## Religionen

### Christliche Gemeinde
Barchfeld ist Sitz einer Pfarrei. Die evangelische Kirchengemeinde Barchfeld blieb bei der Evangelischen Kirche von Kurhessen-Waldeck und gehörte auch in der DDR-Zeit nicht zur Evangelisch-Lutherischen Kirche Thüringens. Außerdem gibt es eine römisch-katholische Gemeinde, die zur Pfarrei Bad Liebenstein gehört. Teilweise wird auch der evangelische Gottesdienst besucht.
In der August-Bebel-Straße befindet sich der Königreichssaal der Zeugen Jehovas, in dem ihre wöchentlichen Zusammenkünfte stattfinden. Der Jehovas Zeugen Versammlung Bad Salzungen ist auch eine Gruppe in russischer Sprache angeschlossen.

### Israelitische Gemeinde

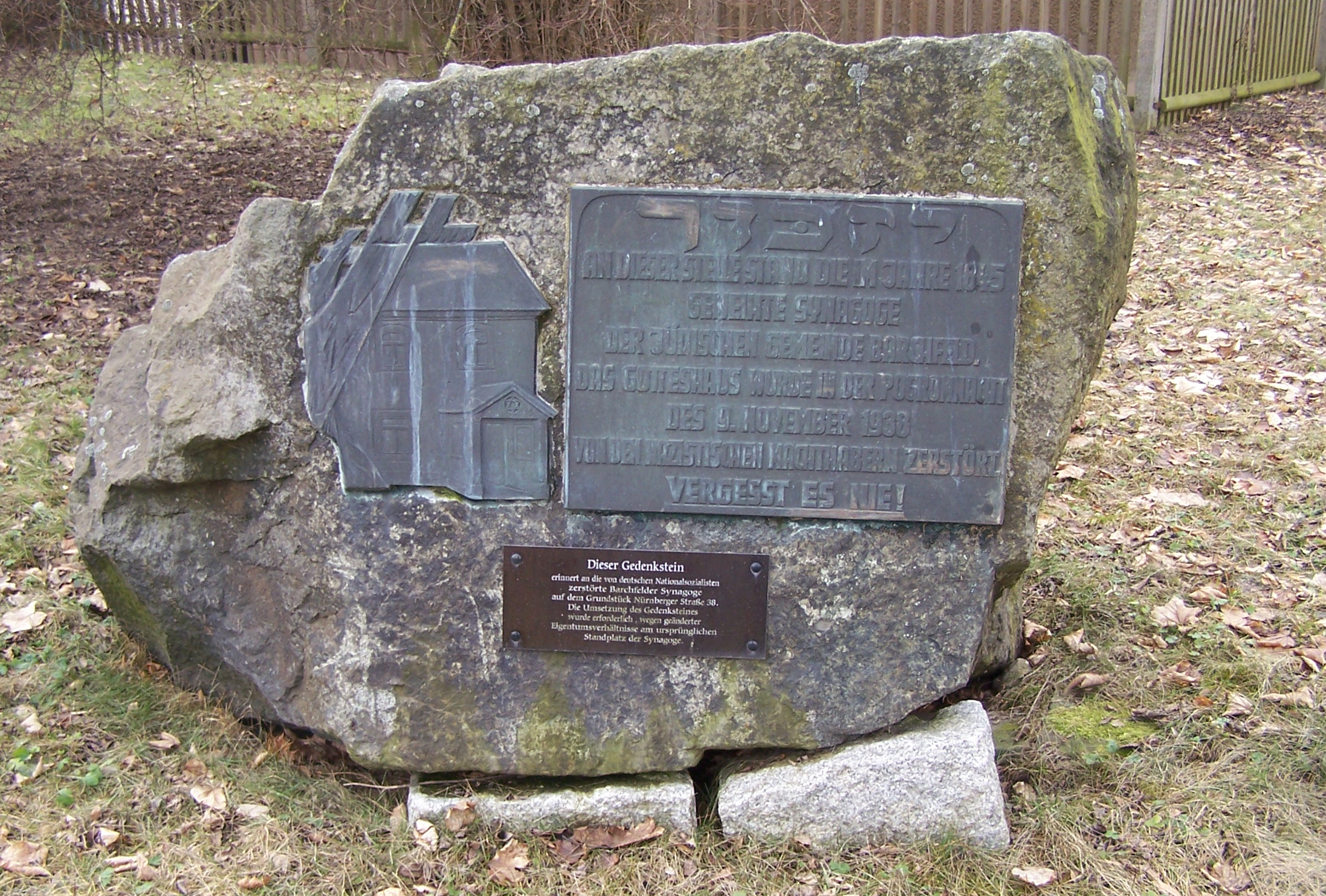
Gedenkstein auf dem jüdischen Friedhof in Barchfeld

Seit dem 16. Jahrhundert ist eine israelitische Gemeinde in Barchfeld nachweisbar. Ihr gehörten im Jahr 1700 sechs Familien, 1887 240 Personen und 1932 noch 63 Mitglieder an. 1844/45 wurde in der Nürnberger Straße die Synagoge Barchfeld errichtet. 1933 lebten noch 57 jüdische Menschen in Barchfeld. Bei den Novemberpogromen wurde die Synagoge am 9. November 1938 von SA-Männern geschändet und dann abgerissen. Kultgegenstände und Mobiliar wurden auf dem Sportplatz verbrannt. Auch an den Wohnsitzen jüdischer Familien wurde vandaliert. 13 jüdische Männer wurden in das KZ Buchenwald eingeliefert und in den folgenden Wochen wieder entlassen. Sie verließen den Ort bald und bis 1941 gab es keine jüdische Einwohner mehr. Etwa 40 jüdische Personen aus Barchfeld fielen dem Holocaust zum Opfer. Ab 1988 erinnerte am ehemaligen Standort der Synagoge ein Gedenkstein, der 1995 auf den jüdischen Friedhof Barchfeld umgesetzt wurde, an die jüdische Gemeinde.

## Kultur und Sehenswürdigkeiten

### Sehenswürdigkeiten

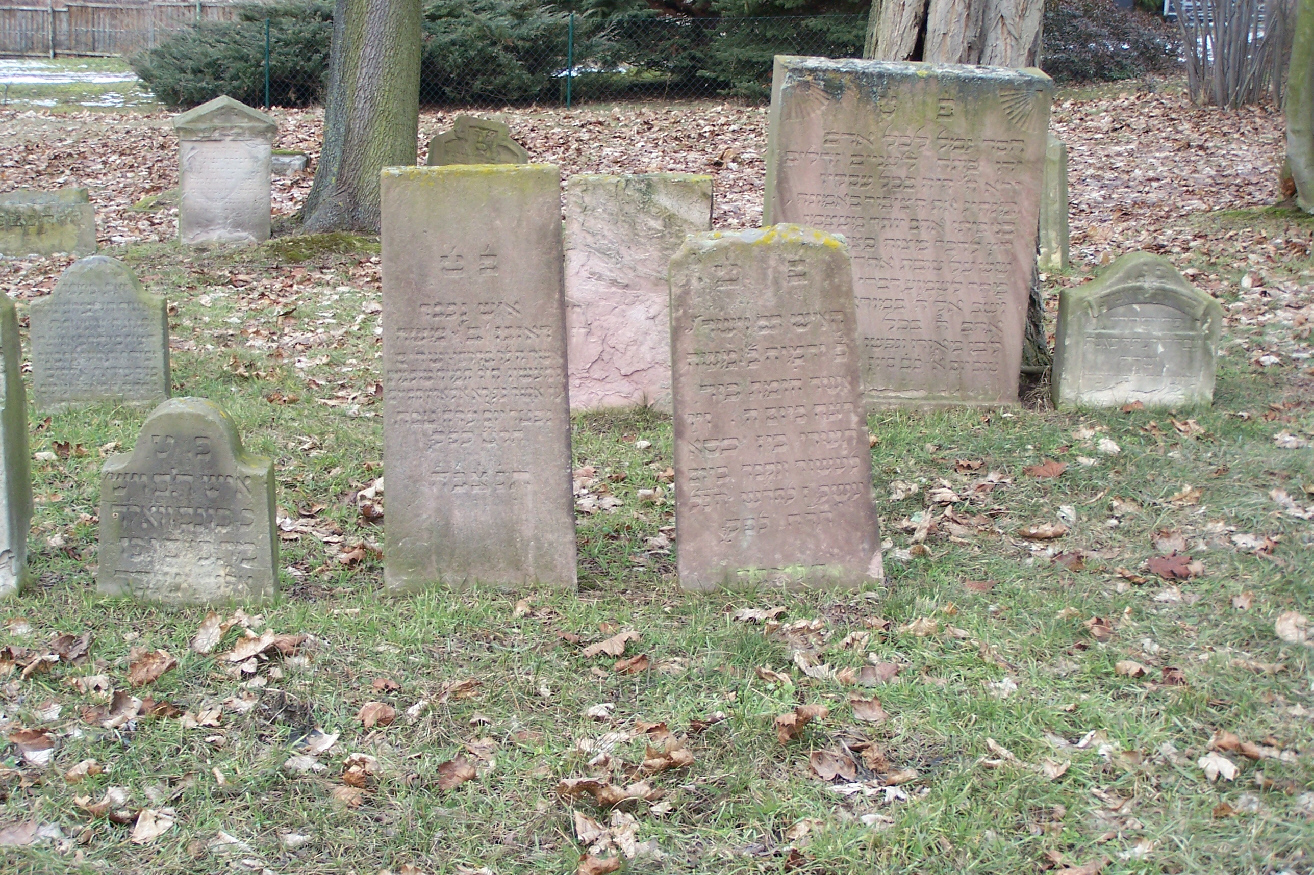
Jüdischer Friedhof in Barchfeld, Nürnberger Str. 73

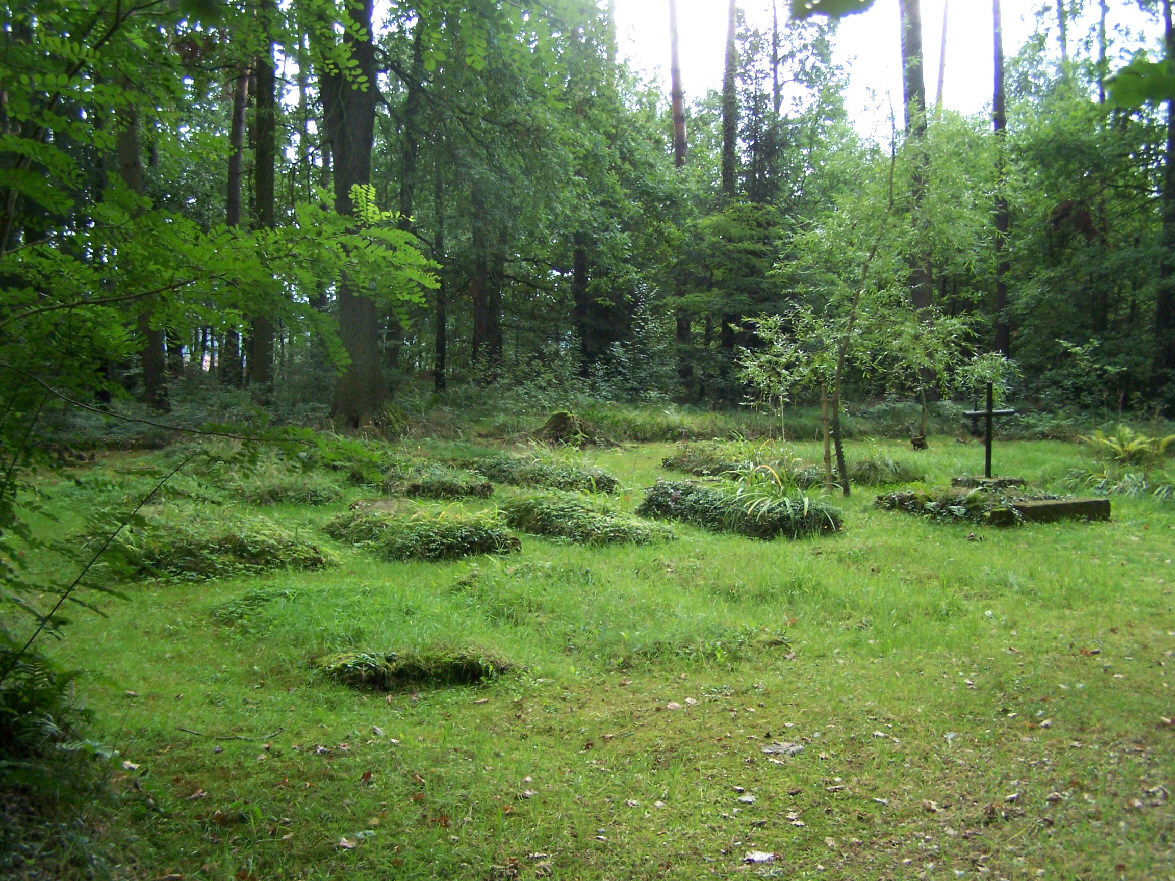
Erbfriedhof der Familie Stein-Liebenstein zu Barchfeld (2007)

- Das Steinsche Schloss wurde 1571 bis 1581 auf der Anlage einer ehemaligen Wasserburg erbaut. Es ist baufällig, der Zutritt ist untersagt. Es wird aber seit 2012 schrittweise von der Gemeinde Barchfeld-Immelborn saniert.
- Zwischen 1690 und 1732 entstand nach dem Abriss der verfallenden Wasserburg das Schloss Wilhelmsburg der Landgrafen von Hessen-Philippsthal-Barchfeld. Es war eine Dreiflügelanlage, die direkt an das Steinsche Schloss angrenzte. Heute steht nur noch der Westflügel. Das Gebäude ist nicht öffentlich zugänglich.
- Ein Gedenkstein aus dem Jahre 1988 des Bildhauers Gerhard König, zunächst in der Nürnberger Straße am ehemaligen Standort der Synagoge Barchfeld, jetzt auf dem Jüdischen Friedhof, erinnert an die Verfolgung der jüdischen Gemeinde.
- Die evangelische Pfarrkirche wurde als Saalkirche in Bruchsteinmauerwerk mit Eckquadersteinen errichtet. Der Ostturm besitzt eine verschieferte Haube, darin befindet sich das Glockengestühl. Nord- und Südportal sind mit der Jahreszahl „1752“ versehen. Der Kanzelaltar hat einen reich verzierten Wappenschmuck (hessische Löwen), die Westempore ist dem Kirchenpatron gewidmet und ebenfalls reich mit Wappenschmuck verziert. Der Orgelprospekt wurde im 18. Jahrhundert gefertigt. Die Kirche diente bis Mitte des 18. Jahrhunderts als Grablege des Ortsadels.[21]
- Das Erbbegräbnis der Familie von Stein-Liebenstein zu Barchfeld befindet sich im Waldstück Auf der Heide, etwa drei Kilometer Luftlinie östlich der Ortslage von Barchfeld auf dem Stephansberg. Es wurde im Jahre 1835 eingerichtet, nachdem die Beisetzung in der Barchfelder Kirche, wo auch Mitglieder der landgräflichen Nebenlinie von Hessen-Philippsthal-Barchfeld bestattet worden waren, seit Ende des 18. Jahrhunderts nicht mehr statthaft war. Zunächst hatte man die Verstorbenen in einer separaten Ecke des Gemeindefriedhofs bestattet, dann wurde der etwa 10 × 15 Meter große Erbfriedhof in dem der Familie gehörenden Waldstück angelegt. Insgesamt 29 erkennbare Grabstellen befinden sich dort. Die letzte Grablegung erfolgte in den 1930er Jahren. Der kleine Friedhof verwahrloste danach und wurde erst nach 1989 von einem entfernten Verwandten derer von Stein-Liebenstein gekauft und allmählich wieder hergerichtet.[22]
- Ein Grabdenkmal einer Russin auf dem Friedhof erinnert an das Schicksal der Zwangsarbeiter im Ort.[23]

### Notensammlung „Musikalien aus dem Haus des Fürsten von Hessen-Philippsthal-Barchfeld“
Im Hessischen Musikarchiv Marburg lagert eine Musikaliensammlung aus der zweiten Hälfte des 18. Jahrhunderts, die von Mitgliedern des landgräflichen Hauses von Hessen-Philippsthal-Barchfeld zusammengetragen wurde und fast 500 Kompositionen umfasst, darunter Werke von Johann Adolph Hasse, Josephy Haydn, Johann Christian Bach und Christoph Willibald Gluck sowie Miniaturen von Mitgliedern thüringisch-hessischer Fürstenhäuser wie Luise von Hessen-Philippsthal-Barchfeld, Anna Amalia von Sachsen-Weimar-Eisenach und Charlotte Amalie von Sachsen-Gotha-Altenburg. Aufgrund der kleinen Besetzungsgrößen zahlreicher in der Sammlung enthaltener Kompositionen ist davon auszugehen, dass die Sammlung zum familiären Musizieren im landgräflichen Schloss Wilhelmsburg in Barchfeld verwendet wurde. Aufsehen erregte die Sammlung im Jahr 2012, als bei Katalogisierungsarbeiten am Barchfelder Bestand eine bislang unbekannte Gelegenheitskomposition von Johann Christoph Friedrich Bach, dem zweitjüngsten Sohn Johann Sebastian Bachs, in der Sammlung entdeckt wurde. Am 9. Oktober 2015 wurden einige Werke aus der Notensammlung, darunter das Lied Ich soll den Lichtquell trinken von Landgräfin Luise von Hessen-Philippsthal-Barchfeld, zum Festival Alter Musik in Thüringen - Güldener Herbst erstmals wieder am historischen Ort in Barchfeld aufgeführt.

### Sport und Freizeiteinrichtungen
Für die Freizeitgestaltung stehen in Barchfeld ein Jugend- und Freizeitzentrum, eine Kleinsportanlage, eine Mini-Pipe, Spielplätze und Parkanlagen zur Verfügung. In der Immelborner Werraaue befindet sich ein Naherholungszentrum mit zwei Badeseen und einem Campingplatz.

## Wirtschaft und Infrastruktur
Die Kiesvorkommen in der Talaue entlang der Werra wurden seit Anfang des 20. Jahrhunderts bei der Suche nach Kalisalzlagerstätten erkundet, seit 1964 entstanden westlich des Ortes mit der Kiesgrube Immelborn großflächige Baggerseen, die seit den 1980er Jahren touristisch als Badesee, für den Wassersport und mit einem Campingplatz erschlossen wurden.

### Gewerbegebiete
Barchfeld verfügt über zwei ausgewiesene Gewerbegebiete, auf denen sich vorrangig Unternehmen des Maschinenbaus und der Elektrotechnik angesiedelt haben:
- Das Gewerbegebiet Im Vorwerk mit einer Gesamtfläche von 23,26 ha befindet sich am südöstlichen Ortsrand von Barchfeld.[25]
- Das Gewerbegebiet Am Eisberg am nordöstlichen Ortsrand mit ca. 58,3 ha Fläche grenzt an die Gemeinde Witzelroda. Die Erschließung erfolgte in zwei Abschnitten.[26]

### Verkehr
Durch das Ortsgebiet führt die Bundesstraße 19, in die im Ort die Bundesstraße 62 einmündet.
Die Bahnstrecke von Immelborn über Barchfeld nach Steinbach wurde 1973 stillgelegt.
Durch Barchfeld führt der Werratal-Radweg.

## Persönlichkeiten
- Wilhelm Christoph Kriegsmann (1633–1679), darmstädtischer Kammerrat, Hermetiker und Konventikler
- Eva Margaretha von Buttlar (1670–1721), mystisch-libertinistische Sektiererin und Namensgeberin der unter dem Namen Buttlarsche Rotte bekannt gewordenen Gruppe
- Charlotte Wilhelmine von Anhalt-Bernburg-Schaumburg-Hoym (1704–1766), Landgräfin
- Karl August Philipp Ludwig von Hessen-Philippsthal-Barchfeld (1784–1854), Landgraf von Hessen-Philippsthal-Barchfeld aus dem Haus Hessen
- Ernst von Hessen-Philippsthal-Barchfeld (1789–1850), russischer General der Kavallerie
- Johann Heinrich Schilbach (1798–1851), Landschaftsmaler
- (Johann) Georg Sömmer (1811–1864), Porträtmaler
- Max Oppenheim (1876–1947), Kantor, Rabbinerassistent und der letzte Lehrer an der jüdischen Schule in Düren, Nordrhein-Westfalen
- Rudolf Dorschel (1898–1980), Richter